# Bolbaite
Bolbaite (Valencianisch: Bolbait) ist eine spanische Gemeinde mit 1.333 Einwohnern (Stand: 2024) in der Comarca Canal de Navarrés im Südwesten der Provinz Valencia.

## Geographie
Bolbaite liegt etwa 60 Kilometer südsüdwestlich von Valencia in einer Höhe von ca. 255 m.

## Demografie
| 1900 | 1930 | 1950 | 1970 | 1981 | 1991 | 2001 | 2011 | 2021 |
| ---- | ---- | ---- | ---- | ---- | ---- | ---- | ---- | ---- |
| 1620 | 1602 | 1807 | 1364 | 1312 | 1395 | 1431 | 1491 | 1336 |

## Sehenswürdigkeiten

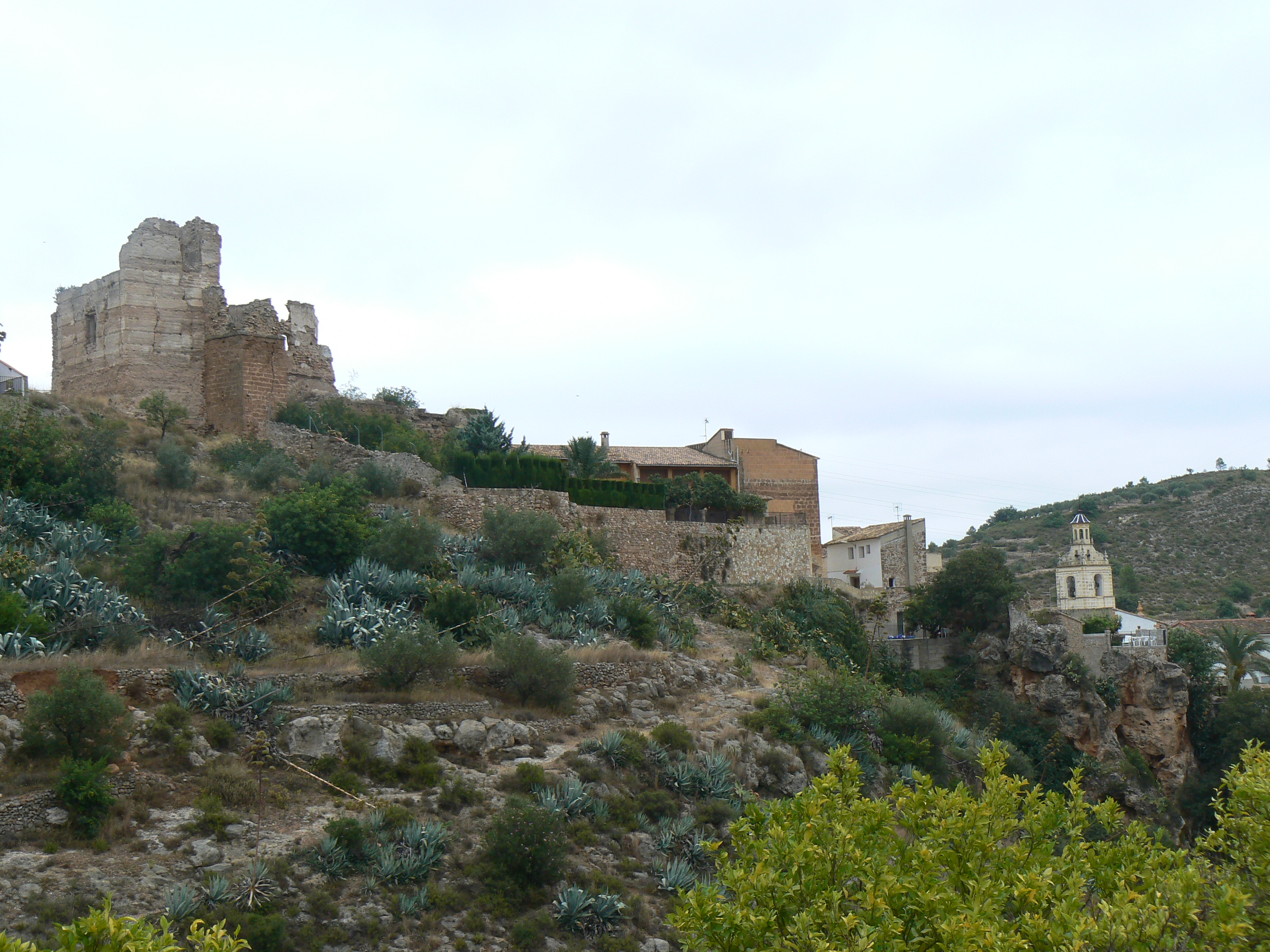
Burgruine
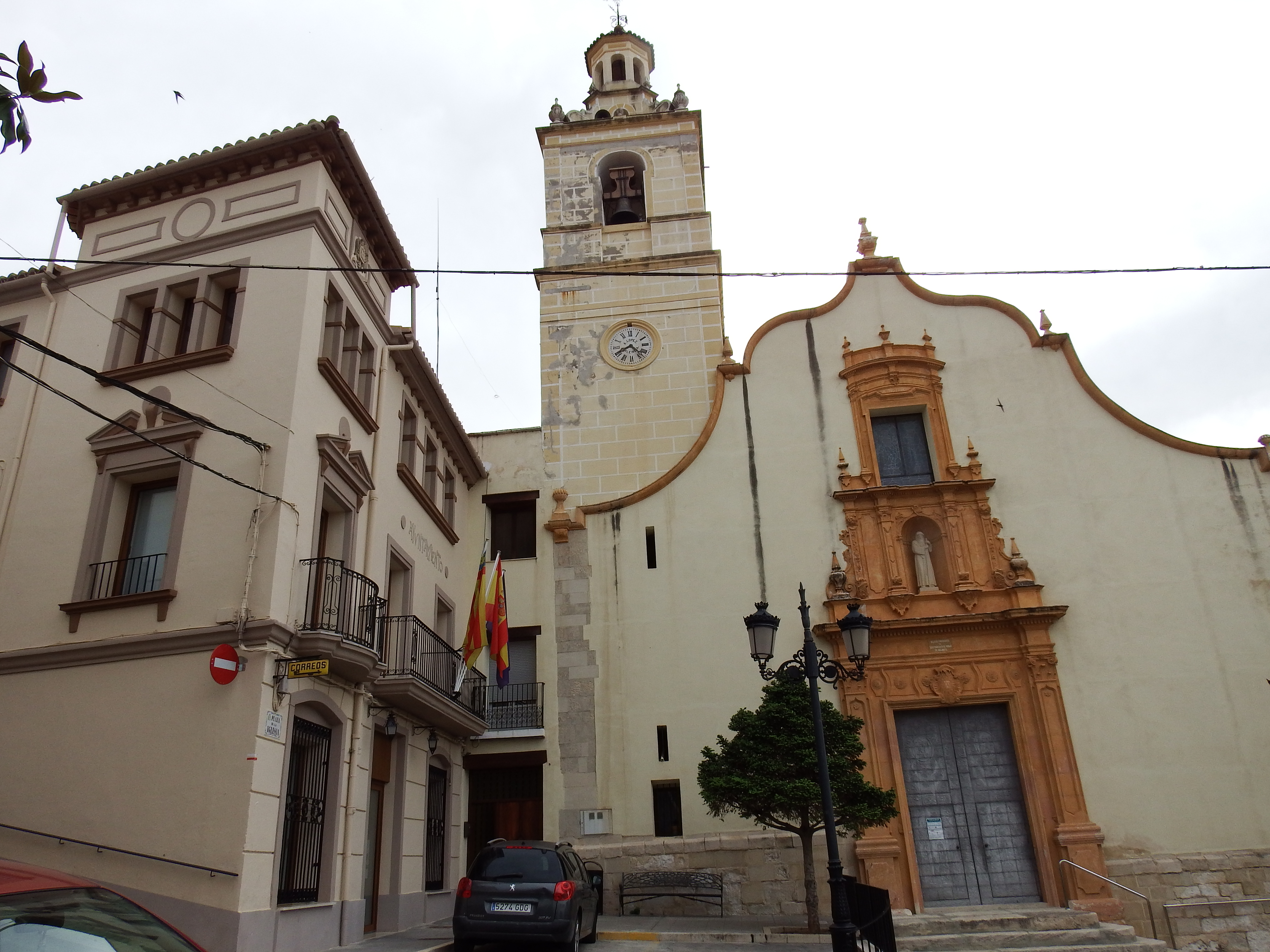
Franziskuskirche

- Franziskuskirche (Iglesia de la Francisco de Paola)
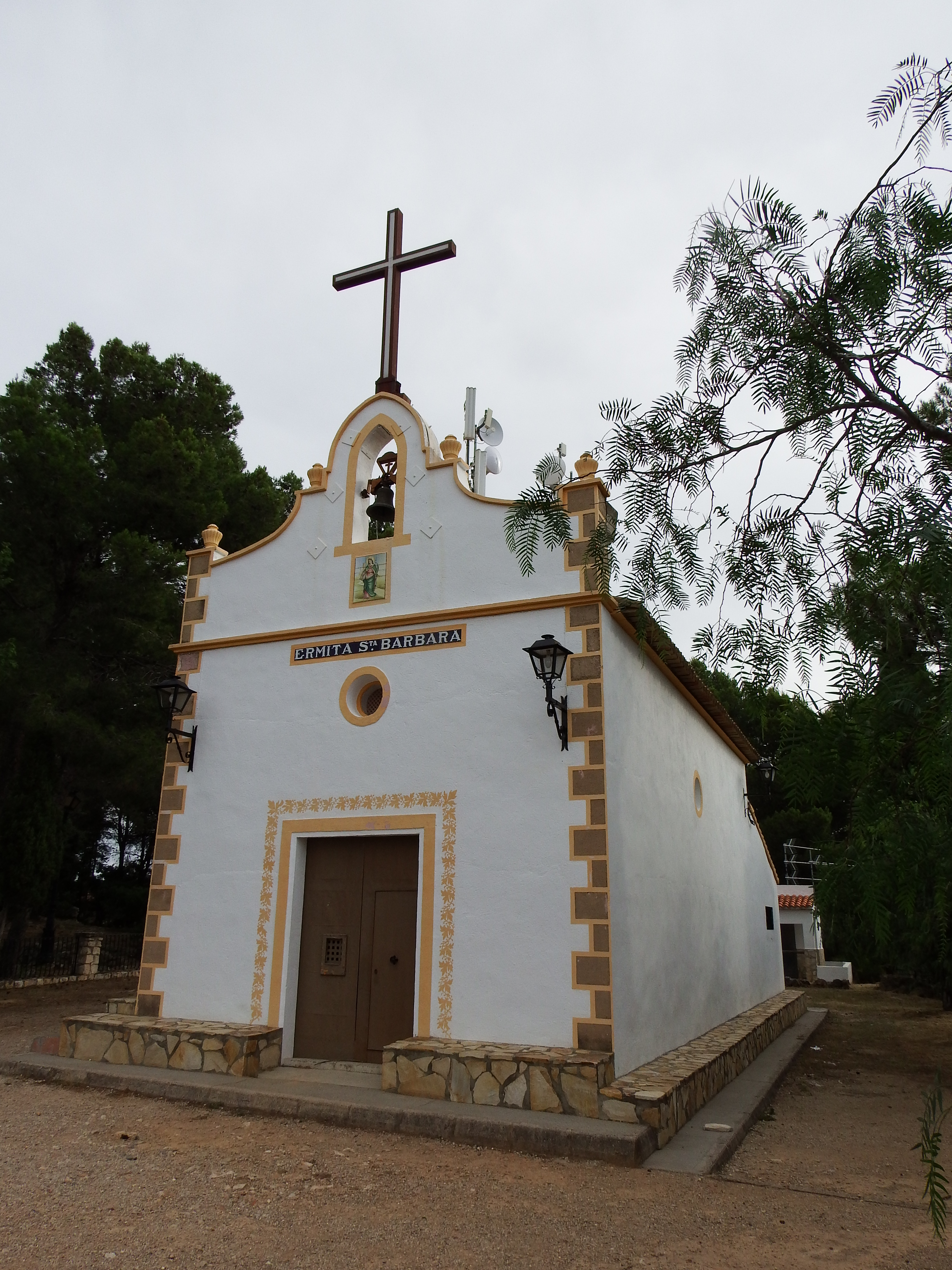
Barbarakapelle
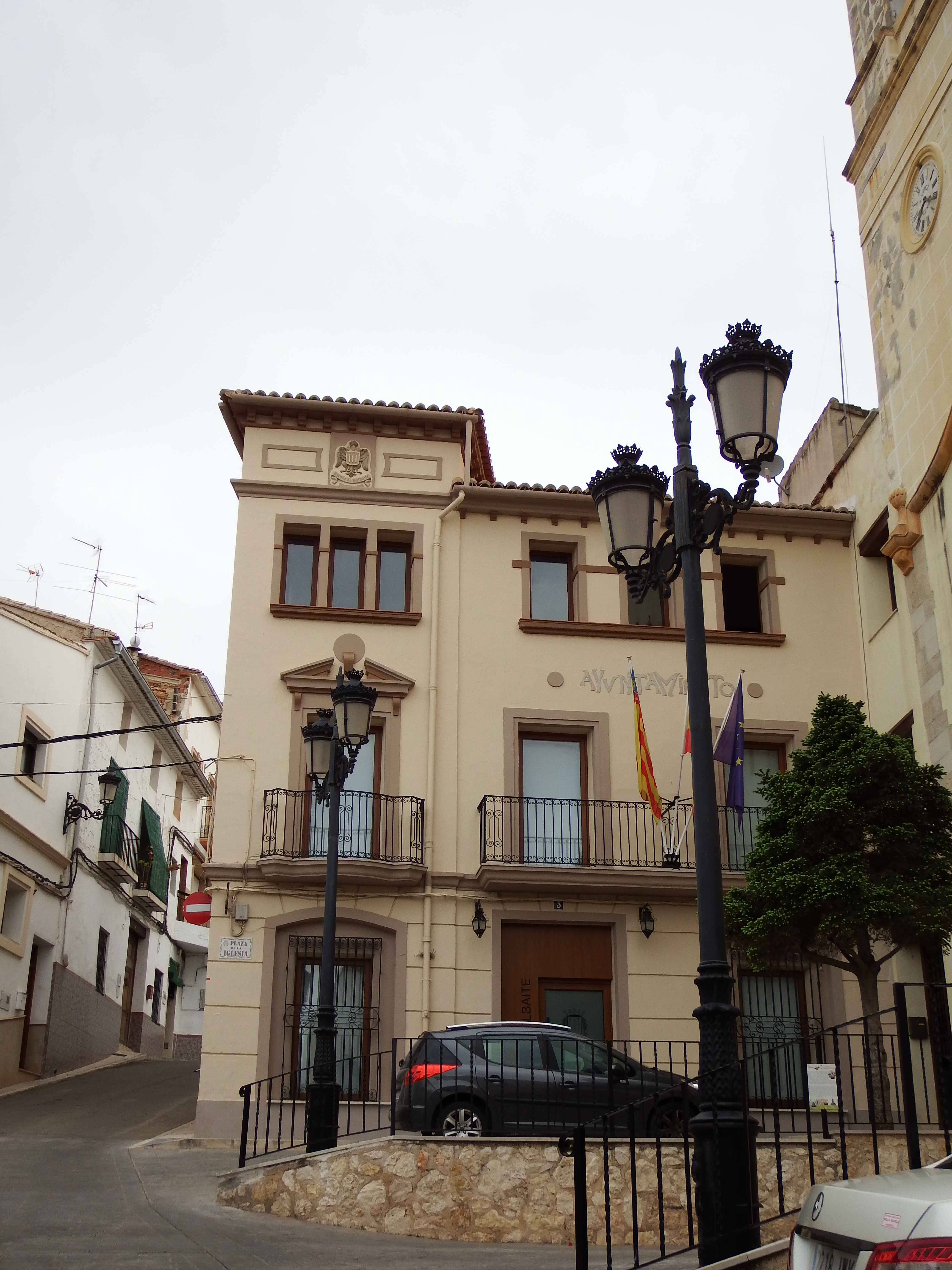
Rathaus

- Burgruine
- Franziskuskirche
- Barbarakapelle
- Rathaus